# Projects in the Jungle
| 전문가 평가                       | 전문가 평가 |
| 평가 점수                         | 평가 점수   |
| 출처                              | 점수        |
| --------------------------------- | ----------- |
| AllMusic                          | [ 1 ]       |
| Collector's Guide to Heavy Metal  | 7/10        |
| The Encyclopedia of Popular Music | [ 3 ]       |

《Projects in the Jungle》은 1984년 7월 27일에 메탈 매직 레코드가 발매한 미국의 헤비 메탈 밴드 판테라의 두 번째 스튜디오 음반이다. 밴드는 〈All Over Tonight〉의 첫 뮤직 비디오를 제작했다. 데프 레퍼드의 《Hysteria》 전 사운드(《Pyromania》는 전년도에 발매되었음)와 많은 유사점을 공유하지만, 타이틀곡의 음악 스타일은 몇 년 후를 예고하는 것인데, 이는 스래시 메탈 지향 기타 리프가 더 그루브 메탈과 같은 브레이크다운을 특징으로 하기 때문이다.

## 반응
올뮤직의 회고적 리뷰에서, 에두아르도 리바다비아는 이 음반에 5점 만점에 2.5점을 주었다. 그는 테리 글레이즈의 보컬 스타일은 "귀가 돌진하는 것"이며 가사는 그 시대의 글램 메탈 클리닉의 "자주 바보 같은" 예라고 묘사했다. 그럼에도 불구하고, 《Projects in the Jungle》은 "데뷔 음반 《Metal Magic》에서 밴드의 잠정적인 공연보다 주요한 개선이었으며, 훨씬 향상된 제작 명료성과 음악성은 판테라의 성장하는 전문성과 성숙함을 말해주었다."

## 곡 목록
모든 곡들은 판테라에 의해 작사/작곡하였다.
| #  | 제목                       | 재생 시간 |
| -- | -------------------------- | --------- |
| 1. | 〈All Over Tonight〉       | 3:36      |
| 2. | 〈Out for Blood〉          | 3:09      |
| 3. | 〈Blue Light Turnin' Red〉 | 1:38      |
| 4. | 〈Like Fire〉              | 4:01      |
| 5. | 〈In Over My Head〉        | 3:58      |

| #   | 제목                       | 재생 시간 |
| --- | -------------------------- | --------- |
| 6.  | 〈Projects in the Jungle〉 | 3:05      |
| 7.  | 〈Heavy Metal Rules!〉     | 4:18      |
| 8.  | 〈Only a Heartbeat Away〉  | 4:01      |
| 9.  | 〈Killers〉                | 3:30      |
| 10. | 〈Takin' My Life〉         | 4:31      |